# 午夜巴黎
《午夜巴黎》是2011年由伍迪·艾伦编剧并执导的一部以法國巴黎為背景的浪漫喜剧和奇幻电影。影片表现的主题是怀旧情绪、现代主义和存在主义。伍迪·艾伦憑本片獲得了第84屆奧斯卡金像獎的最佳原創劇本獎。

## 剧情
来自美国、身為荷里活編劇的男主角盖尔（Gil Pender）和未婚妻伊内兹（Inez）因为未婚妻父亲的生意关系一同游玩巴黎并置办家具。盖尔和未婚妻在巴黎巧遇上朋友保羅和他的太太，四人決定把臂同遊。保羅在羅丹美術館內講述羅丹的情史，卻被博物館導遊否定了他的說法。
當晚，眾人去了酒吧喝酒，之後當盖尔為自己的小說尋找靈感而獨自在巴黎四處閒逛卻迷路之時，午夜的鐘聲響起，之後一輛古董標緻汽車在他面前出現，車內的人都呼叫要他上車。他們去到了一間酒吧，對酒吧內的「復古」風感到迷惑的他遇上了科爾·波特，約瑟芬·貝克和弗朗西斯·斯科特·菲茨杰拉德。他原本以為是化妝舞會什麼的,後來逐漸確定他真的遇到了已故的文藝偶像們。菲茨杰拉德之後領他去見海明威。海明威答應給格特魯德·斯泰因審閱他的小說。盖尔馬上想回酒店帶小說過來，不過他一踏出酒吧門口之後，就回到了現代，酒吧成了洗衣店。
第二天晚上，盖尔想帶伊内兹一起回去20年代，不過伊内兹未等到午夜就回酒店去了。午夜之後，古董標緻車再次出現，將盖尔帶回20年代。今次在車內的是海明威。海明威帶他去見斯泰因，並且介紹他認識畢卡索和他當時的情人亚得利亚娜（Adriana）。盖尔對亚得利亚娜一見鍾情。
回到2010年代，盖尔、伊内兹和保羅等數人前往博物館，保羅在畢卡索所畫的亚得利亚娜前掉書袋。盖尔指出了他的錯誤，卻惹來了伊内兹的不滿。
之後數晚，盖尔都以同一方式返回20年代，他的行為令伊内兹的父親起疑，並決定聘請私家偵探調查他的去向。在此同時，盖尔跟已經與畢卡索分手的亚得利亚娜愈來愈親密。盖尔知道自己已經愛上她，不過卻不知道該怎麼辦。他跟達利、曼·雷和路易斯·布努埃爾三人商量，不過由於三人乃超現實主義者，因此對他是來自2010年代的事以為再合理不過。
當伊内兹在選購傢俱的時候，盖尔去了逛街，並且遇上了古董店的女店員盖布里艾尔（Gabrielle）。她跟盖尔一樣非常喜愛20年代。盖尔之後在塞納河畔找到了亚得利亚娜的日記，日記中原來記載著她也愛上了盖尔，並且想象从他手上收到一對耳環。盖尔想從伊内兹的手飾中偷走一對耳環送給亚得利亚娜，不過她提早了回酒店，令他失手，只好上街購買。
盖尔將耳環送給亚得利亚娜，二人接吻之后，一台馬車出現，接載他們到了1890年代的巴黎美心餐廳，之後再去到了紅磨坊。二人遇上了羅特列克、保羅·高更和德加。亚得利亚娜說這就是她心目中最美好的年代，她更獲邀為一場芭蕾舞設計服裝。盖尔問三位藝術家哪個年代才是他們三人心目中的最好年代，三人卻都認為文藝復興時代才是最美好的年代。盖尔之後向亚得利亚娜表示不論哪一個年代的人總以為別的年代比較美好，因此最好的做法還是接受現實。亚得利亚娜一心要留在這年代，二人因此只好忍痛分手。
後來盖尔再次回到20年代的巴黎，斯泰因說海明威也看過了他的小說，不過他不明白為何小說中的男主角（盖尔自己）會不知道自己的太太（以伊内兹為藍本）正在跟一個老是在掉書袋的男角色（以保羅為藍本）在偷情中。他恍然大悟，回到酒店中向伊内兹大興問罪之師。不過伊内兹對此不以為然，而盖尔亦發現自己並不愛她，於是決定留在巴黎。
盖尔在巴黎的塞納河旁遊蕩時，正好午夜來臨，他重遇盖布里艾尔，天空開始下雨。盖尔提出步送她回家。布里艾尔表示她也喜愛雨中的巴黎。

## 角色
- 欧文·威尔森 - 蓋爾（Gil Pender）
- 瑞秋·麥亞當斯 - 伊內茲（Inez）
- 柯特·福勒（英语：Kurt Fuller） - 約翰（John），伊內茲的父亲
- 米米·肯尼迪（英语：Mimi Kennedy） - 海倫（Helen），伊內茲的母亲
- 米高·辛 - 保羅（Paul Bates）
- 妮娜·阿里安达 - 卡露（Carol Bates），保羅的太太
- 瑪麗昂·歌迪亞 - 亞得利亞娜（Adriana）
- 蕾雅·瑟杜 - 蓋布里艾爾（Gabrielle）
- 卡拉·布魯尼 - 博物馆向导
- Yves Heck - 科爾·波特（1891－1964年），美国作曲家
- 艾莉森·皮爾 - 薩爾達·菲茨杰拉德（1900－1948年），美国小说家
- 寇瑞·斯托尔 - 歐內斯特·海明威（1899－1961年），美国小说家，1954年諾貝爾文學獎得主
- 湯姆·希德斯頓 - 弗朗西斯·斯科特·菲茨杰拉德（1896年－1940年），美国小说家，《大亨小傳》的作者
- Sonia Rolland - 約瑟芬·貝克（1906－1975），移居法國的非裔美國藝人與演員
- Daniel Lundh - 胡安·貝孟泰（英语：Juan Belmonte）（1892－1962），西班牙斗牛士
- 嘉菲·比絲 - 格特魯德·斯泰因 （1874－1946年），美国小說家、詩人和艺术收藏家
- Marcial Di Fonzo Bo - 巴勃羅·畢卡索（1881－1973年），西班牙著名藝術家
- Emmanuelle Uzan - 祖娜·巴恩斯（1892年6月12日－1982年6月18日），美國現代主義作家
- 阿德里安·布罗迪 - 薩爾瓦多·達利（1904年－1989年），西班牙超現實主義畫家
- Tom Cordier - 曼·雷（1890－1976年），美國藝術家
- Adrien de Van - 路易斯·布紐爾（1900－1983年），西班牙出生的墨西哥藉超現實主義電影導演
- 蓋得·艾馬勒 - 私家侦探Tisserant
- David Lowe - T·S·艾略特（1888－1965），美國／英國诗人、评论家、剧作家，1948年諾貝爾文學獎得主
- Yves-Antoine Spoto - 亨利·马蒂斯（1869－1954）是法国画家，野兽派的创始人、主要代表人物，也是一位雕塑家、版画家
- Laurent Claret - 雷歐·斯泰因（英语：Leo Stein）（1872－1947年），美国艺术收藏家与评论家
- Vincent Menjou Cortes - 亨利·德·土魯斯-羅特列克（1864年11月24日－1901年9月9日），法國貴族、後印象派畫家
- Olivier Rabourdin - 保羅·高更（1848－1903年），生於法國巴黎，印象派畫家
- François Rostain - 埃德加·德加（1834－1917年），法国印象派画家、雕塑家

## 奖项
伍迪·艾伦获得第84屆奧斯卡金像獎最佳原創劇本獎和第69屆金球獎最佳编剧奖。

## 製作及選角
很多人好奇伍迪·亞倫為何會選商業味濃的演員歐文擔演，活地·亞倫力撐歐文說：“我覺得歐文風趣幽默充滿魅力，他的喜劇細胞是從骨子裏散發出來”；還特意為他改劇本，將主角由美國東岸知識分子變成西岸的加州人。電影又請來法國總統夫人卡拉·布魯尼客串文物導賞員一角，伍迪說：“布魯尼演得很好，我只邀她客串，純粹是因為要求第一夫人請七個星期假來拍攝一部電影不太實際。”

## 評價
電影評論網站爛番茄給予此電影93%的「新鮮」度。
香港蘋果日報的黃國兆表示：“很喜歡伍迪·艾倫的懷舊色彩，他嚮往歐洲的黃金時代，我則神往於巴黎上世紀七十年代的日子。很喜歡片中莫內的荷花池，很喜歡黃色的標致古董車，很喜歡片中的海明威，很喜歡羅特列克畫筆下的紅磨坊跳舞女郎，很喜歡在羅丹雕塑前的爭論，很喜歡男主角未來岳母的 Cheap is cheap！很喜歡凡爾賽宮前的「掉書袋」，很喜歡蒙巴納斯山丘上搜尋Cole Porter的舊唱片，很喜歡試酒會上賣弄對餐酒的知識，很喜歡La Belle Epoque年代的潮流衣着。是的，尤其喜歡雨中的巴黎！”。
頭條日報的葉念琛表示：“伍迪的優點是他沒有在電影中掉書袋（事實他作品最愛挖苦自以為是的讀書人），電影最發人深省之處，是說出了每個人都愛想當年，總說新不如舊，但只有批評不懂建設，生活又怎會變得美好？伍迪是一個務實的創作人，他選擇活在當下，忠於自己的選擇，正如他在耆耄之年，依然孜孜不斷地創作，不戀棧過去風光，戰戰兢兢迎接未來，每一天也是高峰！明年，繼續期待伍迪的新作。”

## 外部連結
- 官方网站
- 開眼電影網上《午夜·巴黎》的資料（繁體中文）
- 豆瓣电影上《午夜巴黎》的資料 （简体中文）
- 时光网上《午夜巴黎》的資料（简体中文）
- AllMovie上的资料（英文）
- 爛番茄上的資料（英文）
- Box Office Mojo上的資料（英文）
- TCM电影资料库上的资料（英文）
- Metacritic上的資料（英文）
- 互联网电影数据库（IMDb）上的资料（英文）